# 樋口健太
樋口 健太（ひぐち けんた、5月13日 - ）は、日本の男性声優。2012年3月31日までアイムエンタープライズに所属していた。埼玉県出身。

## 出演

### テレビアニメ
- ロビーとケロビー（2007年、スタッフ）
- CLANNAD 〜AFTER STORY〜（2009年、客）
- 伝説の勇者の伝説（2010年、兵士）
- マケン姫っ!（2011年、山田椎助、コダマファンクラブB）

### ゲーム
- Panic Palette（2007年、志茂月予歌）
- 妖ノ宮（2008年、久米川輝治）
- Lの季節2 invisible memories（2008年、夏原修一）
- キモかわE!（2009年、生徒）
- AKIBA'S TRIP PLUS（2012年、男性街キャラクター）
- キミ色に染まりたい 恋するオシャレアイドル（2012年、神威琉衣）

### ドラマCD
- 天才ファミリー・カンパニー（2008年）

### 吹き替え

#### ドラマ
- WITHOUT A TRACE/FBI 失踪者を追え!（2010年）#105